# 4501 Eurypylos
A 4501 Eurypylos (ideiglenes jelöléssel 1989 CJ3) egy kisbolygó a Naprendszerben. Eric Walter Elst fedezte fel 1989. február 4-én.